# Kosmiczny ryk
Kosmiczny ryk (ang. space roar) – zjawisko naturalne wykryte w formie sygnału radiowego pochodzącego z kosmosu. „Kosmiczny ryk” został odkryty przez zespół NASA pod kierownictwem Alana Koguta, a jego odkrycie zostało publicznie ogłoszone w czasie 213 spotkania American Astronomical Society w styczniu 2009.  Zjawisko, opisane jako „głośny syk” (ang. loud hiss), zostało odkryte przypadkowo w czasie prób pomiarów temperatury pierwszych gwiazd Wszechświata w ramach programu Absolute Radiometer for Cosmology, Astrophysics, and Diffuse Emission.  Same kosmiczne sygnały radiowe odkryto już wcześniej, na przykład z radiogalaktyk, ale „kosmiczny ryk” jest sześciokrotnie głośniejszy niż przewidywały go teoretyczne wyliczenia. Do tej pory nie znaleziono źródła lub źródeł tego sygnału, na razie jako jego źródła zostały wykluczone pierwsze gwiazdy Wszechświata i wszystkie inne znane kosmiczne źródła radiowe. Z powodu jego znacznej siły „kosmiczny ryk” w znacznym stopniu uniemożliwia badanie pierwszych gwiazd przy użyciu współczesnych technologii.